# Западни фронт (Други светски рат)
Западни фронт током Другог светског рата је назив за сукобе вођене у западној Европи, на територији данашње Данске, Норвешке, Луксембурга, Белгије, Холандије, Уједињеног Краљевства, Француске и Немачке. Западни фронт се може поделити у две фазе великих ратних операција. У првој фази догодиле су се капитулације Холандије, Белгије и Француске током маја и јуна 1940. и наставила се борбама у ваздушном рату између Немачке и Уједињеног Краљевства током битке за Британију. Другу фазу су одликовале велике копнене борбе, које су почеле у јуну 1944. савезничким искрцавањем у Нормандији и наставило све све до пораза Немачке у мају 1945.
Иако се већина немачких војни губитака десила на Источном фронту, и немачки губици на Западном фронту су били скоро ненадокнадиви, пошто је већина немачких ресурса већ било лоцирано на Источном фронту. То је значило да, иако су губици могли бити надокнађени до неке мере, врло мало појачања је било послато на запад да се спречи напредовање западних Савезника. Искрцавања у Норманији су били велики психолошки ударац за немачку војску и њене лидере, који су се плашили понављања стања из Првог светског рата када је Немачка била принуђена да води рат на два фронта.

## 1939–1940: Победе Осовине
Првог септембра 1939. године, Други светски рат је почео немачком инвазијом на Пољску . Као одговор, Велика Британија и Француска су објавиле рат Немачкој 3. септембра. Следећих неколико месеци рата обележио је Лажни рат.

### Лажни рат
Лажни рат је био рана фаза Другог светског рата коју је обележило неколико војних операција у континенталној Европи у месецима након немачке инвазије на Пољску и пре битке за Француску . Иако су велике силе Европе објавиле рат једна другој, ниједна страна се још није обавезала да покрене значајан напад, а борбе на терену су биле релативно мало. То је такође био период у којем Уједињено Краљевство и Француска нису пружиле значајну помоћ Пољској, упркос свом обећаном савезништву .
Француске снаге су покренуле малу офанзиву, Сарску офанзиву против Немачке у региону Саар, али су зауставиле напредовање и вратиле се. Док се већи део немачке војске борио против Пољске, много мање немачке снаге су држале Зигфридову линију, њихову утврђену одбрамбену линију дуж француске границе. На Мажино линији са друге стране границе, француске трупе су стајале окренуте ка њима, док су британске експедиционе снаге и други елементи француске војске створили одбрамбену линију дуж белгијске границе. Било је само неких локалних, мањих окршаја. Британско краљевско ратно ваздухопловство бацало је пропагандне летке на Немачку, а прве канадске трупе су се искрцале у Британији, док је Западна Европа седам месеци била у чудном затишју.
У журби да се поново наоружају, Велика Британија и Француска су почеле да купују велике количине оружја од произвођача у Сједињеним Државама на почетку непријатељстава, допуњујући сопствену производњу. Сједињене Државе које нису биле у ратоборном стању доприносиле су западним савезницима продајом војне опреме и залиха са попустом. Немачки напори да спрече трансатлантску трговину савезника на мору покренули су битку за Атлантик .

### Операција Везерибунг
Док је Западни фронт остао миран у априлу 1940. године, борбе између савезника и Немаца почеле су озбиљно са Норвешком кампањом када су Немци покренули операцију Везерибунг, немачку инвазију на Данску и Норвешку. Тиме су Немци предухитрили савезнике; савезници су планирали амфибијско искрцавање којим би могли да почну да опкољавају Немачку, прекидајући јој снабдевање сировинама из Шведске . Међутим, када су савезници извршили контра-искрцавање у Норвешкој након немачке инвазије, Немци су их одбили и поразили норвешке оружане снаге, протеравши их у егзил. Кригсмарине је, ипак, претрпела веома велике губитке током двомесечних борби потребних за заузимање целе копнене Норвешке.

### Битке за Луксембург, Холандију, Белгију и Француску
У мају 1940. године, Немци су започели битку за Француску. Западни савезници (пре свега француске, белгијске и британске копнене снаге) убрзо су се срушили под налетом такозване стратегије „ блицкрига “. Након немачког пробоја код Седана, БЕФ, заједно са најбољим француским и белгијским армијама, остао је заробљен у Фландрији. Уз употребу падобранаца и концентрисане ватрене моћи, белгијска и холандска војска су се предале после неколико дана. Луксембург је пао првог дана.
Већина британских и делова француских снага побегла је код Денкерка . То је било због комбинованих фактора лошег времена, немачких незгода и невероватног броја британских цивилних бродова окупљених за тај подухват. Након завршетка догађаја у Денкерку 4. јуна, Вермахт је започео Јесењу рупију, офанзиву против преосталих француских армија. Пошто је већина француских војски била уништена или заробљена, Немци су брзо пробили француске линије и заузели Париз 14. јуна. Како је Француска падала, Британци су започели стратешко повлачење свих преосталих британских трупа из Француске, преко француских лука које су још увек биле под контролом савезника.
Са готово одлученим исходом рата, Италија је такође објавила рат Великој Британији и Француској, али је постигла мали напредак. Како се ситуација погоршавала, француски премијер Филип Петен потписао је Друго примирје у Компјењу 22. јуна 1940. године, а његови услови су ступили на снагу 25. јуна. Услови примирја предвиђали су окупацију северне Француске, заједно са анексијом Алзаса и Лорене Немачком рајху. Италији је такође дозвољена мала окупациона зона на југоистоку. Француској је било дозвољено да настави своје постојање у облику Вишијевске Француске, остатка бивше Француске Републике, коју је предводио Филип Петен. Вишијевском режиму је дозвољено да задржи своје колонијално царство и морнарицу, као неке од ретких Хитлерових уступака.
Током шест недеља борби, комбиноване савезничке војске су претрпеле више од 375.000 погинулих или рањених, као и 1.800.000 војника који су постали ратни заробљеници. У међувремену, Немачка је претрпела скромнијих 43.110 погинулих и 111.000 рањених. Хитлер је очекивао да ће милион људи погинути у освајању Француске. Изузетно мали број жртава и брз пораз Француске довели су до масовног пораста морала међу немачким народом. Када су борбе завршене, Немци су почели да разматрају начине за решавање питања како да се носе са Британијом. Ако Британци одбију да пристану на мировни споразум, једна од опција је била инвазија. Међутим, нацистичка немачка Кригсмарине је претрпела озбиљне губитке у Норвешкој, и да би уопште разматрало десант, немачко ратно ваздухопловство (Луфтвафе) је прво морало да стекне ваздушну надмоћ или ваздушну супремацију .